# Wojciech Olszański
Pour l’article homonyme, voir Olszański.
Wojciech Olszański, né en 1960, est un militant politique d'extrême droite, pathostreamer et acteur polonais.
Il est le leader du mouvement d'extrême droite Rodacy Kamraci.

## Biographie

### Origines et carrière d'acteur
Wojciech Olszański naît en 1960,.
Il est diplômé de l'École nationale supérieure de théâtre Ludwik-Solski,.
Durant les années 1980, Wojciech Olszański joue au Théâtre national de Varsovie et au Teatr Telewizji (pl). Il joue ensuite des rôles mineurs dans plusieurs films, notamment Quo vadis ? de Jerzy Kawalerowicz en 2001,,.

### Militantisme politique
Il prétend être membre de l'Organizacja Wojskowa Związek Jaszczurczy (pl), une organisation nationaliste de résistance au nazisme pourtant inactive depuis 1942.
Depuis 2016, il est pathostreamer sur YouTube, où il propage des idées nationalistes et antisémites. Il utilise les pseudonymes Aleksander Jabłonowski,, et Jaszczur,. Il devient le leader du mouvement d'extrême droite informel Rodacy Kamraci,,.
En 2018, il devient président de l'organisation Narodowy Front Polski.
En novembre 2021, il organise une manifestation antisémite à Kalisz (Grande-Pologne). Il y brûle une copie de la charte de Kalisz. Il est arrêté à l'issue de cette manifestation et est poursuivi pour incitation à la haine en raison de l'origine. La même année, il agresse un étudiant biélorusse opposé au régime d'Alexandre Loukachenko.
En juillet 2022, il appelle au meurtre de la maire de Gdańsk Aleksandra Dulkiewicz,.
En mai 2023, il fonde le Partię Kamracką, dont il revendique qu'il fasse partie de l'héritage du mouvement Démocratie nationale. En juillet 2023, NaTemat.pl indique qu'il baisse en popularité en raison de ses affaires judiciaires.

## Condamnations
En novembre 2022, il est condamné à six mois de prison pour incitation à commettre un crime.
En décembre 2022, il est condamné à deux ans de restriction de liberté pour avoir tenu des propos antisémites sur sa chaîne YouTube,.
En avril 2023, il est condamné à un an et huit mois de prison et à une amende de 15 000 złoty pour avoir incité à la violence contre des parlementaires lors d'une manifestation publique.
En janvier 2024, il est condamné pour outrage à agent public. Il est condamné à 10 mois de travaux d'intérêt général et à verser 2 000 złoty en dédommagement à la victime,.

## Idées et positionnement
Nationaliste et antisémite, il est également conspirationniste, anti-vaccins, ukrainophobe et anti-LGBT. Il se positionne en faveur de Vladimir Poutine et d'Alexandre Loukachenko, tout en critiquant les États-Unis et l'Union européenne,,,. Selon Gazeta Wyborcza, il s'inspire du fascisme.
Il est positionné à l'extrême droite,,.

## Vie privée
Il est le mari de l'actrice Agnieszka Fatyga et le père de l'actrice Michalina Olszańska,.